# 2024年4月澳門
2024年4月澳門是指澳門在2024年4月發生的重大新聞事件。

## 4月1日
- 《升降設備安全法律制度》生效。[1]
- 《動物診療及商業業務法》生效。[2]
- 《夾心房屋法律制度》生效。[3]
- 澳門賽馬活動終止。[4]
- 澳門旅遊學院升格更名為澳門旅遊大學[5]。
- 中華人民共和國國務院正式批覆，橫琴口岸澳門口岸區第三階段澳門輕軌延伸至橫琴口岸的預留空間由當天0時起正式交付給澳門特別行政區政府使用，並依照澳門特區法律實施管轄，粵澳雙方凌晨零時舉行啟用儀式[6]。
- 博彩監察協調局公佈2024年3月幸運博彩毛收入為159.03億澳門元，按月回升5.5%，按年增長53.1%。首三個月累計毛收入為573.26億元，按年增長65.5%[7]。
- 復活節假期結束，各口岸出入境總人次超過240萬，四日日均入境旅客達10萬人次，較2023年同期上升19%，日均達10.01萬人次[8]。

## 4月2日
- 2024年1月下旬，一隊韓國男子音樂組合於氹仔運動場舉行演唱會期間所產生的噪音、交通管制措施及場地受損問題等引起多個爭議。澳門特區政府汲取教訓，發出《政府公報》於4月3日生效，設立「設立大型演出活動協調小組」，由社會文化司司長擔任組長，負責處理在政府場地及設施舉行大型戶外演出活動的申請；經彙總各權限部門的技術意見，就申請提出審批意見並呈社文司審批[9]。

## 4月3日
- 配合「內港南雨水泵站及下水道工程」施工計劃和安全考量，政府決定7日至16日日間圍封新馬路與海邊新街交界一段的一條行車線的一部分路面，即近十六浦交通燈位往火船頭街方向行車線會收窄近半，作有限度通車[10]。
- 台灣花蓮縣對開海域發生7.4級強烈地震，地球物理氣象局亦錄得該次地震並收到一名市民報告感覺到震感[11]。

## 4月4日
- 澳門半島南岸海濱綠廊第二期項目工程仍需要在沿岸「填土」。市政署為此就項目「填土及堤堰整治」作公開招標。工程目的是於嘉樂庇總督大橋以西至融和門沿岸進行填土及堤堰整治，以提供場地配合未來澳門半島南岸海濱綠廊的建設工作。施工地點範圍就是大橋以西至融和門沿岸[12]。
- 3月31日，竹灣海灘發現江豚屍體，但市政署未有公佈，讓人聯想到環保團體近月一直強調的「生態島」破壞白海豚棲地，所以就連發現江豚屍體都不作公布，其實沒有直接關聯的[13]。
- 清明節當天澳門及離島各墓園均見人頭湧湧，市政署及治安警加派人手在墓園內外維持秩序，全日秩序大致良好。亦有不少居民到珠海或返鄉掃墓，其中港珠澳大橋澳門邊檢大樓車道及旅客出入境大致暢順[14]。適逢中國大陸三天小長假，全日有超過13萬旅客入境澳門，比2023年清明同比更增逾八成[15]。

## 4月5日
- 俗稱紅街市的提督街市整治工程陸續竣工，市政署表示，街市現正進入驗收和設施調試階段，計劃5月下旬安排原過百攤販回遷，爭取6月初重開街市[16]。至於修復過程中樓頂塔樓被增設可發顏色光的圓形時鐘掀保育爭議。市政署證實，文化局對現圓鐘未有異議，而署方認為其與紅街市建築協調，故決定保留不變，並重申日後也不會啟動有關發光功能[17]。
- 沙梨頭街市美食廣場定於4月8日開業，劃設超過200個座位，新加入的攤擋包含中菜、東南亞菜、日本菜等[18]。
- 經澳琴兩地相關部門協商一致，橫琴口岸客貨車通道隨車人員驗放廳於4月9日15時啟用，出入境大堂採用 “合作查驗，一次放行”通關模式，各設有8條快捷查驗通道和3條人工查驗通道[19]。
- 澳門賽馬會三隻儀仗馬受網上關注，市政署表示就網絡社交平台流傳，要求政府收留澳門賽馬公司三隻馬匹以免被人道毀滅一事，據澳門賽馬會向市政署回覆，該三隻馬匹是儀仗馬，屬馬會名下，已有計劃安排轉運至外地繼續照顧[20]。
- 地球物理氣象局預計2024年內約有4至7個熱帶氣旋影響澳門，當中可能有強颱風或以上級別。又預測雨季累積降雨量正常，但期間可能出現極端強降雨[21]。

## 4月6日
- 山頂醫院後備發電機房於凌晨5時許有設備起火冒煙，消防員接報到場用滅火筒救熄。意外疑因機件故障引致，無人受傷。衛生局表示，醫院已調查事件，並詳細排查可能存在的隱患，防止類似事件再發生，全力保障病人及工作人員的安全[22]。
- 據治安警察局資料，各口岸共約57.1萬人次出入境，當中入境旅客近8.48萬人次；雖然人流較4月5日少，但大三巴牌坊依舊人頭湧湧[23]。

## 4月7日
- 羅白沙街昌明花園停車場下午發生火警，停車場一輛私家車著火焚燒，火勢猛烈。百多名住戶一度疏散並波及周邊兩架私家車及兩架電單車。消防員到場拖喉射水將火撲熄。車主自行救火時擦傷手部無需送院，事件懷疑機件故障引致[24]。
- 新城A區至澳門半島第三連接橋（A3橋）其設計連建造工程交予得寶國際-中國路橋合作經營承建，造價為6.08億元，工期855個工作天[25]。
- 3月一場中區社諮委會議有委員在議程前發言表示，文化局承辦的活動未有全面考慮2月的「歡樂春節」啟動儀式暨「歡樂春節　春滿濠江」音樂會對大三巴牌坊造成的負面影響，該議程前發言也提及1月的氹仔運動場大型演唱會。最終得到的回應只有體育局，卻沒有文化局，引起爭議[26]。

## 4月8日
- 《澳門特別行政區公報》刊登行政長官批示，賀一誠根據《行政長官選舉法》的相關規定，委任行政長官選舉管理委員會主席及委員，行政長官選舉委員會委員的選舉日定於8月11日舉行，正式選舉日定於10月舉行[27]。
- 鏡湖醫院一名中年女病人被發現在一間病房洗手間內自殺，經醫生搶救無效，證實死亡。司警事後調查案件，暫列屍體發現案，死因有待法醫檢驗確定[28]。
- 一名52歲中國大陸籍男子到醫院求診期間，見到透明善款箱內的現金便起貪念，以兩支筆夾走箱內100元鈔票，期間被職員發現，報警將之拘捕[29]。
- 金沙中國宣布推出「草堆街創業方案大募集」計劃，冀透過配給上限最多100萬元的資金支持等系列舉措，鼓勵個人或中小企進駐草堆街空鋪創業，以創意激活街區，重振昔日榮景[30]。
- 位於沙梨頭街市二樓的美食廣場正式開業，試業期間日均200至300人次，共設11個熟食攤位[31]。
- 特區公報刋登行政長官批示，公佈新城A區B4、B9及B10地段經濟房屋單位售價。是次公佈的2019年經屋售價是按舊“經屋法”訂定，合共3,017個單位[32]。

## 4月9日
- 澳門司法警察局於微信公眾號正式推出「反詐程式」，設有詐騙搜尋器、詐騙線索上報和騙案識別等功能，冀進一步提高公眾防範電騙網騙案的意識，降低居民上當受騙的機會，達至全民反詐。2023全年司警局就電話詐騙、網絡詐騙，以及盜刷信用卡相關的電腦詐騙三類主要騙案共過千宗，同比增長43%至2.6倍，損失共超過3億元[33]。
- 一名本地女子3月墮公檢法詐騙損失350萬人民幣，她更按騙徒指示瞞著家人，輾轉到多個國家地區匿藏。司警局透過中華人民共和國外交部和中華人民共和國公安部，國際刑警和墨西哥警方協助，到墨西哥救回女事主[34]。
- 隨著西江進入汛期，珠海已重啟廣昌泵站向澳門輸送原水，標誌著2023年冬季至2024年春季珠江口的鹹潮正式完結[35]。
- 橫琴口岸隨車人員驗放廳於當天下午3時正式啟用通關[36]。
- 澳門特別行政區政府與哈薩克斯坦駐華大使館簽署《中華人民共和國澳門特別行政區政府與哈薩克斯坦共和國政府互免簽證協定》，持有效澳門特別行政區護照的澳門居民可免簽證進入哈薩克斯坦共和國，逗留最多14日，而哈薩克斯坦共和國有效護照持有人亦可免簽證進入澳門特區，逗留最多14日[37]。

## 4月10日
- 澳門國父紀念館列為評定的不動產一事，文化局指根據《文化遺產保護法》規定，於2023年3月對6項不動產啟動評定程序，並經評估不動產的價值及聽取業權人、文化遺產委員會及公開諮詢之意見等程序後作出綜合考量，特區政府並於2024年3月透過第6/2024號行政法規公佈，將上述房屋列為被評定的不動產，透過法律方式更好保護其文化價值。國台辦回應台灣大陸委員會於澳門孫中山紀念館可能出售或被大陸“接手”的說法，發言人朱鳳蓮回應表示，所謂“接手”的說法完全是無端臆測，政治操弄。澳門特區政府依法將有關紀念館列入不動產文物清單，合法合規，合情合理[38]。
- 《澳門特別行政區公報》刊登政長官批示，定編製氹仔中區-2詳細規劃草案。「編製氹仔中區-2詳細規劃的服務」並非採用公開招標，而是採用詢價方式，由栢杰工程顧問有限公司獲得判給[39]。
- 土地工務局發出「位於鄰近火船頭街及巴素打爾古街之土地」的規劃條件圖（2001A041）草案，即十六號碼頭所在的地段。規劃條件方面，文化部門沒有要求保留整幢建築，也沒有要求保留立面，只是要求保留「外觀特徵」，這似乎是寬鬆到不能再寬鬆的保育條件。即是無論土地持有人最終會否拆卸碼頭，至少文化局已在規劃層面容許拆卸[40]。
- 消防公佈第一季工作數據，出勤總數為14098宗，當中火警出勤宗數為254宗，較去年同期上升5.83%，大部分無須開喉灌救。救護車出勤宗數為11774宗，升幅為13.04%，上升原因主要是輕微不適的個案增加所致[41]。

## 4月11日
- 澳門立法會全體大會細則性通過修改《澳門特別行政區立法會選舉法》，修法後，禁止宣傳期將由提交候選名單期間屆滿後翌日起計。列席會議的行政法務司司長張永春表示，立法會選管會在過去兩屆的立法會選舉報告中均有指出，禁止宣傳期期間作選舉宣傳是每屆選舉最常見的違規行為。他指，除了有對宣傳時間、類型未有明確瞭解，也存在「擦邊球」，未來將會透過選管會作出明確的指引，以及開展有關宣傳工作[42]。另一般性通過新《道路交通法》法案[43]、《訂定在廣東省珠海市拱北口岸東南側相關陸地和海域適用澳門特別行政區法律的基本規範》法案[44]。
- 中華人民共和國第十五屆運動會及中華人民共和國第十二屆殘疾人運動會暨第九屆特殊奧林匹克運動會由粵港澳三地聯合主辦，組織委員會於廣州市成立，當中澳門將辦全運會四個競賽項目及殘特奧會兩項競賽項目[45]。

## 4月12日
- 澳門特別行政區行政會完成討論調整澳門不動產需求管理措施的政策方案及其中有關稅務措施的法案，象徵樓市正式面撤辣，相關法案將交立法會以緊急程序處理，預料即日細則通過，且經公布後翌日生效，不會交到常設委員會分析及討論[46]。
- 澳門立法會零討論、不用半小時就細則性通過《工會法》法案全部條文。該法律將於2025年3月31日起生效，當中涉工會登記方面則提早至2025年1月1日生效，勞工事務局屆時開始接受申請登記[47]。
- 立法會全票一般性通過《旅行社業務及導遊職業法》法案。針對小語種導遊開放外僱之規定，經濟財政司司長李偉農強調這是補充不足，只要還有空間和條件，當局一定會以本地導遊優先[48]。
- 大型演出活動協調小組召開首次會議，會議由小組組長社會文化司司長歐陽瑜主持，與小組成員商討機制的建立、工作流程及職責分工等[49]。

## 4月13日
- 澳門司警聯同澳門海關破獲偷渡犯罪集團，該集團罔顧“人蛇”生命安全。兩名中國大陸“蛇頭”於10日凌晨駕駛一艘快艇接載十名內地男女靠近路環黑沙龍爪角岸邊，欲搶灘登岸時因發現執法人員，“蛇頭”為逃避追捕，駕駛快艇在海上高速亂竄逃跑，最終翻艇。快艇上十二人全部墮海。海關隨即搜救，把十二人全部救起。惟其中一名女“人蛇”遇溺，經送院搶救後仍然危殆。司警聯同海關拘捕涉案兩名“蛇頭”，並移交檢察院偵辦[50]。
- 《海域使用法》公開諮詢總結報告出爐，有意見認為在海洋環境污染方面欠缺相應處罰手段，海事及水務局回應稱，海域環境保護是海域管理及使用的核心原則，透過比較法研究工作，特區政府會借鑒中國大陸及鄰近地區在海洋環境保護方面的法律制度，在《海域使用法》中充實對海洋環境造成污染在處罰方面的具體規定，但暫不具條件引入奬勵機制[51]。

## 4月14日
- 澳門大橋預計第三季通車，公共建設局舉行「澳氹第四條跨海大橋徵名活動」頒獎禮。出席並頒獎的運輸工務司司長羅立文受訪表示，對於選名之爭議其名稱代表澳門有多個含意，其中一個是乘船來澳首先就會看到該大橋，也是四條跨海大橋中最大的橋[52]。
- 海事及水務局公布《海洋功能區劃》、《海域規劃》及《海域使用法》公開諮詢總結報告。但沒有提及那份題為「請停止路環南部填海計劃，增加海洋保護區範圍」的聯署在2月共收到1,600多個簽名[53]。運輸工務司司長羅立文表示，項目做否未有結論，但斷言「生態島」是唯一解決堆填區爆滿之法。至於選址對中華白海豚之影響，他則以港珠澳大橋例子也可解決來回應[54]。

## 4月15日
- 4月15日為“全民國家安全教育日”，第十個“全民國家安全教育展”於澳門綜藝館舉行，行政長官賀一誠出席開幕禮上致辭時表示，十年來，總體國家安全觀得到不斷的豐富和發展。在總體國家安全觀的創新引領和科學指導下，澳門特區政府帶領社會各界圑結奮進，持續健全特區維護國家安全體系，積極統籌特區的安全與發展，致力築牢維護國家總體安全的防線，保持澳門社會的長期繁榮穩定[55]。
- 涉及歐文龍貪污案中的位於亞婆井斜巷2號樓宇、龍頭里3號及亞婆井斜巷5號樓宇的兩幅土地，被告林偉及梁麗卿不服上訴，被終審法院合議庭駁回並維持原判，並宣告該土地歸澳門特區所有[56]。
- 位於南灣大馬路的終審法院大樓第一期工程基礎、地庫及外牆支撐竣工，第二期上蓋工程已委托並擬於2026年1月完工[57]。
- 4月25日0時起，支付寶（中國內地）、支付寶（中國香港，AliPayHK）以及綁定非本地發行銀聯卡的銀聯雲閃付均可使用公共巴士“乘車碼”，但不設車資優惠以及轉乘優惠[58]。

## 4月16日
- 行政長官賀一誠出席澳門立法會全體會議回應議員提問，其中提及到於2024下半年建成可以容納五萬人的臨時演藝場地。至於氹仔馬場地段，不會興建賭場或住宅，要找國際較有水平的公司規劃多功能場所[59]。人才引進計劃於2024年5月落實第二階段，對象是在澳就讀的非本地高校畢業生，暫定涉廿個學系學科，若他們成績達到「較高標準」且希望留下來發展，並透露這批合資格人士多極不到200人[60]。
- 直選議員高天賜於立法會上再次關注自殺情況，指居民生活質素下降，而在庫房充裕下，2023年自殺死亡個案同比增一成，建議再發放電子消費卡和提升養老金等。行政長官賀一誠回應指除了加強研究學生心理輔導工作，由社會工作局立案跟進，若觸動調升養老金門檻將會調升[61]。又透露澳門新街坊業主的單牌車可視作雙牌車，可進入廣東，相關政策「差唔多推動得郁」[62]。
- 對於疫後租金大幅上升，根本就是迫使中小企結業，特首賀一誠指錯萬錯都是當年舖價炒得太高，金融界亦要檢討無止境借貸的問題。賀一誠也希望市民體諒、支持民生區的企業，至少有一餐留在澳門享用，而非三餐都是北上[63]。祐漢新邨重建項目方面，黑沙環新填海區P地段暫住房及置換房項目於年內入伙，將於同年內正式啟動祐漢都更首個項目[64]。

## 4月17日
- 四名小學生涉嫌多次欺凌一名女長者，包括辱駡、毆打、掟雞蛋和潑髒水。女長者的女兒獲知事件後，在網上公開童黨的惡行，引起司警的關注。澳門司警調查後確認四名小學生存在欺凌犯罪事實，將四人拘捕，案件移送司法機關處理[65]。教育及青年發展局表示高度關注事件，已即時協調輔導機構關顧涉事學生情況及為家長提供所需支援，並提醒青少年做任何事情時必須三思後果，切勿以身試法[66]。
- 政府公報刊登行政公職局通告，2025年澳門公眾假期共二十天，而公務員則有疊假補假共五天，以及照舊獲免上班兩個新舊年除夕的半天[67]。
- 澳門“自助過關通道”由4月19日起擴展至允許凡年滿11歲或以上持葡萄牙護照及新加坡護照的外籍旅客經登記後，可使用澳門各口岸的傳統兩門式自助通道出入境[68]。

## 4月18日
- 澳門立法會完成並以緊急程序通過《取消與不動產需求管理相關的稅務措施》法案，待政府不日刊公報之翌日生效，樓市將正式全面「撤辣」，歷時約十四年的臨時調控措施告終[69]。

## 4月19日
- 一名因家庭問題未能獲得適切照顧、由社會工作局協助臨時入住院舍的初中男生，於18日上午穿上校服離開院舍後未有返回，至19日凌晨有網民發現該學童獨自在望廈附近的麥當勞內流連，身邊並無成年人陪同，覺得不尋常於是將情況拍下上載社交網分享，立時引起司警關注。司警清晨到龍園麥當勞尋獲有關學生，並透過學校安全聯絡機制與相關學校聯繫確認了學童身分，及轉交社工局跟進並通報教青局。司警表示，若事件證實涉及刑事成分，將介入處理[70]。
- 統計暨普查局資料顯示，2023年澳門平均氣溫錄得23.4攝氏度，較氣候平均值（1991-2020）高出0.6攝氏度；其中，10月錄得的月最高氣溫為35.2攝氏度，更打破歷年同期最高紀錄。全年酷熱天氣（日最高溫在33℃ 或以上）有32日，熱夜日數（日最低溫在28℃ 或以上）有15日，分別較氣候平均值（1991-2020）增加0.7日和3.5日，而寒冷天氣（日最低溫在12℃ 或以下）則減少13.1日至26日[71]。
- 公共建設局網站顯示，「輕軌石排灣線和橫琴線之行車系統──橫琴線連接通道行車系統設備補充服務」直判予「三菱重工－得寶－豪進合作經營」，造價為2,080多萬元，完工日期為2024年9月。上述項目納入預計在2024年7月竣工的蓮花站轉乘連接通道工程的一部分[72]。
- 受內港南雨水泵站及下水道工程影響，新馬路與十六浦交界處已成亂過馬路新黑點。根據資料顯示，截至該年3月20日共檢控405宗行人亂過馬路個案，有關路段已增設水馬、護欄、防護杆，行人難以越過水馬違規過馬路[73]。治安警察局另於4月8日至14日於全澳各區監察及打擊行人違規，共檢控133宗行人違規個案[74]。
- 中國—葡語國家經貿合作論壇（澳門）第六屆部長級會議舉行在即，澳門特別行政區政府宣佈由中華人民共和國第十四屆全國人民代表大會常務委員會副委員長李鴻忠出席開幕式並致辭[75]。

## 4月20日
- 中國—葡語國家經貿合作論壇（澳門）第六屆部長級會議舉行在即，多個葡語國家政府代表團陸續抵澳[76]。
- 治安警察局統計數據顯示，2024首三個月打擊的士違例包括拒載、濫收車資及其他違例共206宗，與2023年同期75宗同比升幅174.67%，另外共票控30宗經營“白牌車”行為，與2023年同比升幅為2倍[77]。交通意外數字方面，首季共錄得3,755宗，共造成兩人死亡；當中涉及行人有120宗；至於行人違規過馬路有3,005宗，按年上升近6.3倍[78]。另公布截至同年3月在全澳各區打擊機動或非機動滑板車在公共道路上通行之違例行為，共檢控48宗違例個案[79]。

## 4月21日
- 中國—葡語國家經貿合作論壇（澳門）第六屆部長級會議舉行歡迎晚宴，中華人民共和國商務部部長王文濤及特首賀一誠分別致辭，指中葡經貿合作順應和平與發展的時代潮流，弘揚和而不同、和衷共濟的夥伴精神，不斷挖掘成員多樣性帶來的合作潛力；又以澳門為永久舉辦地，充分體現了中央政府對澳門的大力支持和信任，體現了葡語國家對澳門作為中國與葡語國家商貿合作服務平臺地位的肯定和認同[80]。
- 受一道低壓槽影響，澳門天氣不穩定有大雨和雷暴，地球物理氣象局一度發出黃色暴雨警告信號約5小時，又預料22至23日天氣持續不穩定[81]。

## 4月22日
- 中國—葡語國家經貿合作論壇（澳門）第六屆部長級會議舉行開幕式，全國人大常委會副委員長李鴻忠致辭時涉及六大範疇的二十項新舉措，以推動中國和葡語國家經貿合作邁上新台階[82]。
- 澳門特區行政長官賀一誠設晚宴歡迎來澳出席中葡論壇（澳門）第六屆部長級會議的葡語國家領導人及代表團團長。行政長官致辭時表示，特區政府定必認真落實部長級會議的各項舉措，通過更好推進澳門特區與橫琴粵澳深度合作區的發展建設，進一步助力推動中國與葡語國家經貿合作與交流[83]。
- 石排灣公屋群業興大廈第八座於20日因垃圾房漏水導致供電設備受損，除大廈公共部分供電沒受影響外，住宅單位均停電，超過兩日仍未修復，住戶生活大受影響。澳電接手連夜搶修，表示力爭23日早上可臨時供電。社會工作局因應事件啟動緊急應變機制，聯同多部門為受影響的長者、體弱人士和其他有需要的住戶提供所需支援，協助三長名者緊急暫住院舍等。房屋局要求管理公司提交事故報告[84]。
- 統計暨普查局資料顯示，2024首季入境旅客共8875757人次，按年上升79.4%，恢復至2019年同期的85.7%；不過夜旅客（4791721人次）及留宿旅客（4084036人次）分別增加1.1倍及54.8%。旅客平均逗留1.2日，較2023年同期下跌0.1日；留宿旅客的平均逗留時間（2.2日）縮短0.1日，不過夜旅客（0.3日）則持平[85]。

## 4月23日
- 社會文化司司長歐陽瑜表示，首輪人才引進計劃的審批個案約有400個。人才發展委員會正優化新一期人才引進計劃。對於新一期人才引進計劃，特區政府考慮以整體評分方式綜合考量申請個案各方面條件，而非以論文、家團部份等獨立項目評分，並將因應特區政府著力推進四大產業發展的人才需求，吸納在本地高校修讀白名單指定重點產業的20多個相關學科且成績優異的非本地畢業生[86]。
- 一名19歲本地男大學生“爛賭”並欠下賭債，以兌換貨幣為名，詐騙大學內8名學生合共11萬多元，用作還債及生活消費。司警隨後將其拘捕，並在他手機發現偽造轉帳紀錄截圖。相信他存心詐騙同學[87]。
- 美國國務院發表“2023年度國別人權報告”，澳門特別行政區政府對此表示堅決反對；中國外交部駐澳特派員公署同時表示堅決反對美方藉所謂「人權問題」干預澳門事務[88][89]。
- 一名少年懷疑在路環棕櫚圓形地附近某大廈墮下死亡。教青局卻沒有一如以往發出新聞稿回應；而且，在傳媒查詢後，仍然沒有回應；教育及青年發展局回應指該局採用不同專業的操守、方向，因應不同部門發出的新聞稿作出發布。另外對於網傳一名中學生在深宵於連鎖快餐店獨自睡覺；之後，學生被司警找到，得悉他缺乏家庭照顧而入住望廈一間院舍，但數天沒有返回院舍，沒有任何人士報警；教青局指那是學生的說法，調查證實並非這個情況，按照機制，沒返院舍「一定時間」後，便會通報警方，當局會「以學生安全為首要」[90]。
- 石排灣公屋群業興大廈第八座經過長達兩日的故障停電後，在澳電啟動緊急機制協助搶修下，於04:40全面復電[91]。
- 中國—葡語國家經貿合作論壇（澳門）第六屆部長級會議配套活動之一的“企業家大會”圓滿舉辦，主題為“推動數字轉型新態勢，共享綠色發展新機遇”，近700位來自中國大陸、9個葡語國家和港澳地區的政府、貿促機構、商協會和企業的領導和代表出席，當中包括中國500強企業、領軍全球紙漿生產的葡語國家企業、“1+4”領域的企業代表等。出席嘉賓當中有多位副總理及部長級官員[92]。

## 4月24日
- 「生態島」項目首期的環境影響評價第一次公示並收集公眾意見之程序悄然展開，諮詢期於同月28日結束，項目由上海勘測設計研究院負責。公示介紹，「生態島（第一期）」位於澳門海域南面，北面距澳門路環島約1公里，東北面距澳門國際機場人工島南端約3.7公里，為用海總面積約1.4平方公里的離岸廢料堆填區。規劃施工連營運期合共約10年[93]。
- 樓市自4月18日起全面撤辣後，據地產中介反映，對市場氣氛和成交量起到的推動作用均不大，而全面撤辣政策公布後，市場對之也未有進一步反應，不少居民仍然是對樓市持觀望態度[94]。
- 澳門國際機場離境大堂行車天橋發生嚴重車禍，一架私家車撞倒一名亂過馬路的68歲中國大陸女子，網上流傳有車CAM拍攝到撞人一刻，婦人被撞至拋起撞向一條石柱再墮地，重傷送院治理；涉事28歲本地男性司機撞到後不顧而去，數小時後被警方緝獲，酒精測試證實他曾飲酒，但他辯稱回家後才飲酒[95]。

## 4月25日
- 湖畔大廈第四座9樓一個單位當天凌晨5時許發生火警，火警猛烈，單位嚴重焚毀。肇事單位一名女子右臂一級燒傷及一名大廈女住戶疑吸入濃煙不適，送院治理，消防初步懷疑電線短路引致火警[96]。
- 市政署揭發銀河食品廠72包重約340公斤的白蓮蓉、荔芋蓉等過期包點餡料。據調查，涉事過期餡料為銀河食品廠及溫記粉面廠共用，並生產製成包點供應兩間下游食店。市政署即時採取預防控制措施，封存涉事過期食品原材料，勒令有關食品廠停止生產及供應涉事問題產品，市政署將根據《食品安全法》作出檢控[97]。
- 澳門人民力量到勞工事務局遞信，反映外僱充斥政府外判服務，以及對導遊輸入小語種外僱、專才引進計劃引進大專生等存在憂慮，恐會成為外地人留澳工作的特別通道[98]。
- 媽閣廟及下環街一帶由4月29日起舉行為期5天的天后寶誕慶誕系列活動[99]。
- 台山社屋嘉翠麗大廈B/C座已有超過50年歷史，有老店東主指於2023年8月收到澳門房屋局通知，須約2024年9月底前全數搬出，但房屋局並沒有說明是否有重建或修復計劃[100]。
- “澳門巴士乘車碼”擴展至非澳門支付寶及雲閃付，截至當天17時，已有3,432人次的乘客使用上述支付工具的“乘車碼”支付車資[101]。
- 氹仔南新花園發生持刀傷人案，一名30多歲的尼泊爾男外僱懷疑向40多歲同鄉追債不遂，於是從腰間拿出在家中帶來的生果刀襲擊對方，事後棄刀逃離現場；傷者則聲稱與疑犯沒有親戚關係，反指對方去年向其借錢4,000澳門元一直未還，4月24日要求借多2,000元，他拒絕後遭對方用刀襲擊，他的手機內有疑犯借錢的聊天紀錄[102]。

## 4月26日
- 澳門行政長官選舉委員會訂定並公布選委選舉日程表，宣佈6月18日至7月2日開展選委參選報名[103]。
- 《2024年度醫療補貼計劃》於該年5月1日起發放，使用範圍擴展至橫琴粵澳深度合作區，診所須符合中國大陸相關規定和須由澳門居民單獨或共同出資設立方可使用[104]。
- 政府向立法會提出《修改〈民事訴訟法典〉的勒遷之訴制度》法律草案，給符合條件的業主選擇簡化程序，條件之一是租客遲交任一期租金達五個月[105]。
- 第12屆澳門國際旅遊(產業)博覽會開幕，以7大亮點配上“相匯旅博相聚商機”的宣傳口號，打造歷屆最大規模的旅博會，吸引海內外旅遊及相關業者來澳，促進交流、商談合作、拓展商機、擴展業務、持續發展[106]。
- 「澳門生態島（第一期）項目環境影響評價第一次公示」已悄然展開，香港海豚保育學會繼續提出反對意見；他們重申，「生態島」不單影響澳門生態環境，更會影響出沒在香港和其他珠江河口的眾多中華白海豚[107]。

## 4月27日
- 政府跨部門舉行“水晶魚演習2024”，演習地點澳門半島七個、離島四個，歷時4小時15分鐘，過程順利，各項目演練達預期效果。民防架構部門、民間團體及志願者2,300多人參與[108]。

## 4月28日
- 國家移民管理局發佈《國家移民管理局關於實施進一步便民利企出入境管理若干政策措施的公告》（2024年第2號），自同年5月6日起正式實施。包括：一、在北京等20個城市試點實行換發補發出入境證件“全程網辦”；二、赴港澳商務簽註實行“智能速辦”、“全國通辦”；三、北京、上海六類人才可以申辦赴港澳人才簽註；四、持赴港澳商務簽註人員在港澳停留期限由7天延長至14天；五、簽發赴澳門1年多次“其他”類簽註；六、參加“琴澳旅遊團”人員可以多次往返琴澳。行政長官賀一誠代表澳門特區政府，衷心向中央人民政府、中央港澳辦、國家移民管理局及相關中央部委致以誠摯謝意！多個政府部門同日發佈新聞稿感謝中央人民政府推出新政策，助力澳門多項產業的建設或發展[109]。
- 廣東省發佈完善粵港粵澳兩地牌車輛管理政策，將自5月1日起推出放寬主駕駛人備案車輛數量、優化非營利小型汽車免檢、取消關聯核查納稅要求、延長指標有效期限四項便利措施[110]。

## 4月29日
- 氹仔北安大馬路發生三車相撞意外，一輛博企穿梭巴士，一輛貨車和一輛泥頭車發生追尾，其中博企巴士男司機受傷被困。需由消防員救出送院；另外巴士上29名乘客受傷送院。治安警對事故初步調查，三名肇事車輛司機均通過酒精測試，博企穿梭巴士司機為澳門居民，另兩名重型車司機為中國大陸居民。持特別駕駛執照資格。事故懷疑博企巴士沒有與前車保持安全距離引致[111]。澳門旅遊局表示，傷者包括24名旅客，為13女11男，暫未收到任何求助[112]。
- 運輸工務司司長羅立文證實，台山社屋嘉翠麗大廈（B及C座）於9月起清空，隨後將該大廈進行清拆[113]。對於生態島選址和環評惹爭議，羅司指環評首次公示期已延長至5月9日，並解釋因有人不知道故加時，現已眾所周知、問題已解決，並重申生態島工作全程都會按中國大陸規定做[114]。
- 政府於《澳門特別行政區公報》刊登第72/2024號行政長官批示，符合法定要件的非強制性中央公積金制度個人帳戶擁有人於2024年度獲發放預算盈餘特別分配款項，金額為7000澳門元[115]。

## 4月30日
- 受一道低壓槽影響，澳門入夜後出現強對流天氣，地球物理氣象局於20:45發出特別信息指澳門短時間內可能出現冰雹，隨後於20:50發出黃色暴雨警告信號，20分鐘更升級為紅色，警告低窪地區有嚴重水浸；21:21發出特別提示指澳門多區正在落冰雹，是澳門自2011年（於澳門國際機場錄得）以來，再次錄得降雹，同時根據雷達監測資料顯示，澳門半島以東海面曾出現中尺度渦漩現象，故不排除出現水龍捲的可能性；隨著雨區遠離，氣象局於22:20將暴雨警告降級為黃色，到23:50取消所有暴雨警告[116][117]。
- 兩名澳門海關關員涉嫌以腰患為由誇大病情，令醫生同意開立多份《醫生檢查證明書》（俗稱病假紙），分別獲准因病缺勤1400多天及900多天，並在無需上班情況下分別獲發放170多萬及130多萬澳門元薪酬，被澳門廉政公署以涉嫌觸犯《刑法典》所規定的“相當巨額詐騙罪”被捕，案件已移送檢察院處理[118]。
- 文化遺產委員會舉行平常全體會議，福隆新街步行區活化計劃試行實施超過半年，對於傳媒指有商戶的生意轉差，文化局局長梁惠敏回應，該局與坊會密切溝通。有商戶反映農曆新年的生意額是疫情前的四、五倍。營商環境逐漸改善是整體而言，可能有個別商戶的情況不同[119]。
- 城市規劃委員會十六浦地段的規劃條件圖草案。土地工務局指，地段過去的規劃條件未有遵守新馬路都市規劃，今次會嚴格按照，任何新建築限高為20.5米，即若日後酒店重建須降回樓高[120]。
- 澳門司警聯同中國公安破獲一個跨境練功券詐騙集團，兩地共拘捕包括主腦的114多名中國大陸男女，撿得超過2萬張港元練功券，涉及澳門最少70宗練功券詐騙案，涉款1,800萬港元，兩地警方繼續追查騙款下落[121]。